# Felix Eberty
Georg Friedrich Felix Eberty (né le 26 janvier 1812 à Berlin et mort le 7 juillet 1884 à Arnsdorf, arrondissement d'Hirschberg-des-Monts-des-Géants) est un avocat, astronome amateur et écrivain prussien.

## Biographie
Eberty est le fils du banquier Hermann Eberty (1784-1856, nom changé de Heimann Joseph Ephraim à Hermann Eberty en 1810) et de son épouse Babette, née Mosson (1788-1831). Le grand-père de Felix Eberty est le banquier Joseph Veitel Ephraim (1730-1786), son arrière-grand-père est le facteur de la cour Veitel Heine Ephraim. Eberty épouse la fille du propriétaire foncier, Marie Amalie Catharina, née Hasse (né le 21 mai 1822 à Barottwitz près de Breslau et mort en 1887 à Arnsdorf) et est père de quatre filles, dont l'aînée Maria Carlotta Margarethe Stobbe (de) et la troisième, l'auteur de nouvelles Babette von Bülow (pseudonyme Hans Arnold).
Felix grandit à Berlin et étudie à l'établissement Cauer (de). Il reçoit également des cours particuliers du mathématicien Jakob Steiner. De 1831 à 1834, il étudie le droit à Berlin et à Bonn, il effectue son stage juridique à Berlin au tribunal municipal et au tribunal de chambre auprès du président du tribunal de chambre Wilhelm Heinrich von Grolman (de), en 1840, il devient évaluateur du tribunal de chambre puis conseiller. juge à Hirschberg, Lübben et Breslau, où il était En 1849, après avoir quitté le service judiciaire, il termina son habilitation, étudia le droit naturel et pénal et devint professeur associé en 1854. Après avoir terminé ses études, il devient membre de l'association littéraire Tunnel sur la Sprée (de) à Berlin, à laquelle il restera associé tout au long de sa vie. Il décède le 7 juillet 1884 à Arnsdorf dans les Monts des Géants.

## Travail scientifique
Alors qu'il travaillait encore dans le service judiciaire, Eberty publie à Breslau sous le pseudonyme F.Y. l'ouvrage de 28 pages Die Gestirne und die Weltgeschichte. Gedanken über Raum, Zeit und Ewigkeit . Il est traduit en anglais et publié à Londres la même année – sans qu’aucun auteur ne soit nommé. Un an plus tard, Eberty publie, toujours sous le nom de F.Y., et sous le même titre avec l'ajout du II. Heft, un supplément. Dans la préface, il souligne que l'édition anglaise du 1er livret n’est pas autorisé.
En 1855, dans la première édition de ses Naturwissenschaftlichen Volksbücher, Aaron Bernstein (de) présente des observations sur l'espace, le temps et la vitesse de la lumière qu'« un penseur inconnu et perspicace » avait faites dans un écrit anonyme. Albert Einstein a lu ces livres de vulgarisation scientifique dans sa jeunesse, qui sont considérés comme ayant façonné ses intérêts et sa future carrière.
En 1874, Eberty publie une deuxième édition allemande, cette fois sous son nom complet. L’œuvre connaît depuis un grand succès en Angleterre et aux États-Unis. Dans la préface de l'édition de 1874, Eberty déclare que la sixième édition était déjà épuisée à Londres en 1854. W. von Voigts-Rhetz pense que cette édition est l'œuvre d'un anonyme anglophone et la traduit en allemand en 1859.
Albert Einstein écrit une préface pour une nouvelle édition de l'œuvre d'Eberty en 1923.
Dans son livre de 2006 Zwischen den Sternen: Lichtbildarchive, le scientifique de l'image Karl Clausberg (de) revendique une influence des écrits d'Eberty sur Camille Flammarion, Hermann von Helmholtz, Albert Einstein, Ludwig Klages et Thure von Uexküll, ainsi que sur Walter Benjamin. Il inclut les écrits d'Eberty en fac-similé dans son livre et les a longuement commentés
Le biographe d'Einstein, Jürgen Neffe (de), voit également une influence sur le jeune Albert Einstein et écrit à propos des écrits d'Eberty : « Ici vous pouvez également trouver une idée cruciale sur la théorie de la relativité restreinte : l'instant voyage avec la lumière. ». Einstein fournit ensuite la justification scientifique de « tels fantasmes ».

## Publications
- Beweis der Lehrsätze Volume 2. Heft 3. Nr. 54. p. 287. Dans: Crelles Journal für die reine und angewandte Mathematik Vol. 5 (1830), p. 107–109
- De vera unionis prolium notione. Typis Francisci Baadeni, Bonnae, 1834 (zugleich: Dissertation, Universität Bonn, 1834).
- Die Gestirne und die Weltgeschichte. Gedanken über Raum, Zeit und Ewigkeit. (1. Heft), Schulz, Breslau, 1846. (Pseudonym F. Y.)
- Die Gestirne und die Weltgeschichte. Gedanken über Raum, Zeit und Ewigkeit. 2. Heft. Aderholz, Breslau, 1847. (Pseudonym F. Y.)
- Die Gestirne und die Weltgeschichte. Gedanken über Raum, Zeit und Ewigkeit. Kern, Breslau, 1874.
- Die Gestirne und die Weltgeschichte. Gedanken über Raum, Zeit und Ewigkeit. (1. und 2. Heft) Mit einem Geleitwort von Albert Einstein. dir. de Gregorius Itelson. Rogoff, Berlin, 1923.
- Die Gestirne und die Weltgeschichte. Gedanken über Raum, Zeit und Ewigkeit. (1. und 2. Heft) Mit einem Geleitwort von Albert Einstein. dir. de Werner Graf. Comino, Berlin, 2014,  (ISBN 978-3-945831-01-4) (E-Book).
- Versuche auf dem Gebiet des Naturrechts. Leipzig, 1852.
- Über Gut und Böse. Berlin, 1855.
- Walter Scott. Ein Lebensbild. 2 Volumes. Breslau, 1860; 2e édition, 1870 (mehrfach übersetzt).
- Die Sterne und die Erde. Leipzig, 1860.
- Lord Byron. Eine Biographie. 2 Volumes. Leipzig, 1862; 2e édition 1879.
- Geschichte des preußischen Staats. 7 Volumes. Breslau, 1867–1873.
  - Volume 1: 1411–1688. Breslau, 1867, 718 pages (Digitalisat).
  - Volume 2: 1688–1740. Breslau, 1868, 702 pages (Digitalisat).
  - Volume 3: 1740–1756. Breslau, 1868, 424 pages (Digitalisat).
  - Volume 4: 1756–1763. Breslau, 1869, 368 pages (Digitalisat).
  - Volume 5: 1763–1806. Breslau, 1870 (Digitalisat).
- Jugenderinnerungen eines alten Berliners. Berlin, 1878 (Digitalisat).
  - Nach handschriftlichen Aufzeichnungen des Verfassers von J. von Bülow ergänzte und neu herausgegebene Ausgabe. Verlag für Kulturpolitik, Berlin, 1925.
  - Neuausgabe der erweiterten Ausgabe von 1925, ergänzt um fehlende Kapitel der Ausgabe von 1878 und mit Anmerkungen versehen, Nachwort von Theodor Fontane. Berlin, 2015,  (ISBN 978-3-945831-05-2).